# Miles Kane
Miles Peter Kane (17 de marzo de 1986) es un músico inglés. Exmiembro de The Little Flames, exlíder de The Rascals y colíder de The Last Shadow Puppets junto con Alex Turner. También tiene una carrera solista.

## Carrera

### The Little Flames
En diciembre de 2004, con 18 años, Kane se unió a The Little Flames como guitarrista, junto con Eva Petersen (vocalista), Greg Mighall  (batería), Joe Edwards (bajo) y Matt Gregory House (guitarra). La banda obtuvo cierto éxito, llegando a ser comparados con The Coral y consiguiendo fanes de alto perfil como Arctic Monkeys. Además compartieron giras con bandas como The Zutons, The Dead 60's y las ya mencionadas The Coral y Arctic Monkeys. A pesar de todo, la formación decidió tomar caminos diferentes tras discutir con la discográfica sobre la dirección musical.

### The Rascals
Tras la separación del anterior grupo, Kane y junto con Mighall y Edwards (antiguos compañeros de banda), formó The Rascals, asumiendo él el papel de compositor principal. Los integrantes, que se conocían desde la infancia continuaron por donde lo habían dejado en The Little Flames, firmando con la misma discográfica, Deltasonic Records. El grupo no permitió que se alterase su peculiar sonido de 'alucinantes ritmos de rock' con 'una personalidad psicodélica' y 'un oscuro espíritu único e imponente'. Su EP de debut, "Out of Dreams" vio la luz en diciembre de 2007, pasados 7 meses desde que la banda se formase; el EP contenía 4 canciones, pero no alcanzó las listas de éxitos. A pesar de eso, pronto se convirtieron en una de las bandas del 2008, apoyados por NME, seguido de la bien recibida oportunidad de acompañar a Arctic Monkeys en su gira 2007. Su primer álbum, titulado "Rascalize", salió el 23 de junio del 2008. En agosto de 2009 Miles anunció que abandonaba la banda para centrarse en su carrera en solitario.

### The Last Shadow Puppets
Durante la gira 2007 de Arctic Monkeys, en la que The Rascals fueron teloneros, Alex Turner y Kane se conocieron y empezaron a desarrollar ciertas ideas. Ambos compartían influencias como Scott Walker. Kane colaboró con Arctic Monkeys tocando la guitarra en la canción "505" durante la gira; y más tarde en la caras b del sencillo "Fluorescent Adolescent", "The Bakery" y "Plastic Tramp". El dúo empezó a tocar junto en el backstage y pronto comenzó a escribir temas. Se dieron cuenta de que había futuro en sus composiciones conjuntas, y así surgió el proyecto de The Last Shadow Puppets.
El dúo decidió viajar con el productor James Ford a la costa oeste francesa, donde grabaron su álbum de debut The Age of the Understatement en tan solo 2 semanas. Su sencillo de igual título que el álbum alcanzó el primer puesto de la lista de sencillos Indie, los siguientes sencillos, Standing Next To Me y My Mistakes Were Made for You, alcanzaron altos puestos de la lista. Su primer directo en Reino Unido fue en Glastonbury, y contaron con la colaboración de Jack White, a quien Kane dejó su iPod para que aprendiese los riffs.

### Carrera solista
A principios de 2009, después de su gira con The Rascals, Kane dejó la banda para enfocarse en su carrera solista. Firmó con Columbia Records y empezó a grabar su disco con Dan Carey y Dan the Automator, quienes han trabajado con Gorillaz y Kasabian.
El álbum debut de Kane, "Inhaler", fue lanzado el 22 de noviembre de 2010, y realizó una serie de presentaciones durante noviembre, además de colaboraciones con The Courteeners durante varias presentaciones en diciembre. Después continuó sus presentaciones solistas durante enero y febrero, antes de colaborar con Beady Eye en ocho presentaciones durante marzo.
Posteriormente Kane, lanzó otro sencillo "Come Closer" el 20 de febrero de 2011, el cual alcanzó en puesto 85 en UK Singles Chart
"Rearrange" el primer sencillo de su álbum debut, salió el 27 de marzo de 2011 y llegó al puesto 149 de UK Singles Chart. El álbum titulado Colour of the Trap, salió el 9 de mayo de 2011. Una de las canciones, "My Fantasy" cuenta con la colaboración de Noel Gallagher, mientras que  "Happenstance" es un dueto entre Kane y la actriz francesa Clémence Poésy. La mitad de las canciones del disco fueron coescritas con Alex Turner, el compañero de Kane en The Last Shadow Puppets.
Kane colaboró con los Arctic Monkeys en dos presentaciones en Sheffield en junio de 2011.
Y también se anunció que Kane colaboraría con Kasabian en su tour por Reino Unido durante diciembre de 2011.

## Equipo musical
Miles ha usado diferentes guitarras, con the Little Flames uso una Fender Telecaster Custom, Epiphone Wilshire, Fender Telecaster Standard, con The Rascals uso una Fender Telecaster Daphne Blue con Bigsby, Fender Jaguar y una Gibson ES-335 con Bygsby, con The Last Shadow Puppets Miles usó su Gibson ES-335, Martin GT-70 y varios modelos de acústicas Gibson como la J-50 y la J-45, Miles ha tocado la Martin GT-75 de su amigo Alex Turner, líder de Arctic Monkeys, en algunas canciones de The Last Shadow Puppets y en "505" de Arctic Monkeys.
En cuanto a efectos, Miles usa Electro-Harmonix Deluxe Memory Man, Boss RE-20, Redwitch Moon Phaser, 2 Seymour Duncan Twin Tube Classic Distortion, Boss DD-20 Giga Delay, Boss FDR-1, Danelectro Reel Echo y Boss TU-2 Tuner, Miles usa amplificadores vox ac-30 hand wired edición limitada y JMI.

## Discografía

### Álbumes de estudio
- The day is not today (With "The little flames" - 2007)
- Razcalize ' (With "The Rascals UK" - 2007)
- The Age of the Understatement (With The Last Shadow Puppets) (2008)

- Colour of the Trap (2011)
- Don't Forget Who You Are (2013)
- Everything you ve come to expect (with The Last Shadow Puppets) (2016)
- Coup de Grâce (2018)
- Change the Show (2022)
- One Man Band (2023)
- Sunlight In The Shadows (2025)

### EP
- Live at iTunes Festival: London 2011 (2011)
- First of My Kind (2012)
- Give Up (2013)
- Loaded (2018)
- Coup de Grace (2018)

### Sencillos
- "Inhaler" (2010)
- "Come Closer" (2011)
- "Rearrange" (2011)
- "First Of My Kind" (2012)
- "Give Up" (2013)
- "Taking Over" (2013)
- "Don't Forget Who You Are" (2013)
- "Better Than That" (2013)
- "Loaded" (2018)
- "Cry On My Guitar" (2018)
- "Killing The Joke" (2018)
- "LA Five Four" (2018)
- "Can You See Me Now" (2019)
- "Blame It On The Sumertime" (2019)
- "Dont let it get you down" (2021)
- "Love Is Cruel" (2025)

### Integrantes de su banda
2011 - 2013
Eugene Mcmaguiness (Guitarra y coros), George Moran (Segunda guitarra y coros), Jay Sharrock (Batería) y Phil Anderson (Bajo).

2018 - Present
Victoria Smith (drums), Nathan Sudders (bass) and Dom John (guitar and keys)